# توم فلاور
توم فلاور (بالإنجليزية: Tom Flower)‏ هو لاعب كرة قدم أسترالية أسترالي، ولد في 3 ديسمبر 1957.

## وصلات خارجية
- توم فلاور على موقع AustralianFootball.com (الإنجليزية)
- توم فلاور على موقع AFLtables.com (الإنجليزية)